# Halowe mistrzostwa Polski kobiet w piłce nożnej
Halowe mistrzostwa Polski kobiet w piłce nożnej – kobiece halowe zawody piłkarskie, które rozgrywane były w Polsce w latach 1980–2012 (33 edycje). Mistrza Polski wyłaniał turniej finałowy, poprzedzony wcześniejszymi regionalnymi turniejami kwalifikacyjnymi. W zawodach uczestniczyły kluby grające na co dzień w rozgrywkach ligowych, ich udział był dobrowolny. Czasem obok zawodów seniorskich odbywały się także mistrzostwa juniorek U-16 i U-19. Pierwszą edycję zorganizowali w grudniu 1980 roku działacze Checzy Gdynia, a pierwszym mistrzem kraju został Telpod Kraków. Najwięcej tytułów w historii (12) zdobył zespół Czarnych Sosnowiec. Ostatnie zawody rozegrano w 2012 roku w Raciborzu, w 2013 roku PZPN zrezygnował z organizowania kolejnych edycji.

## Historia

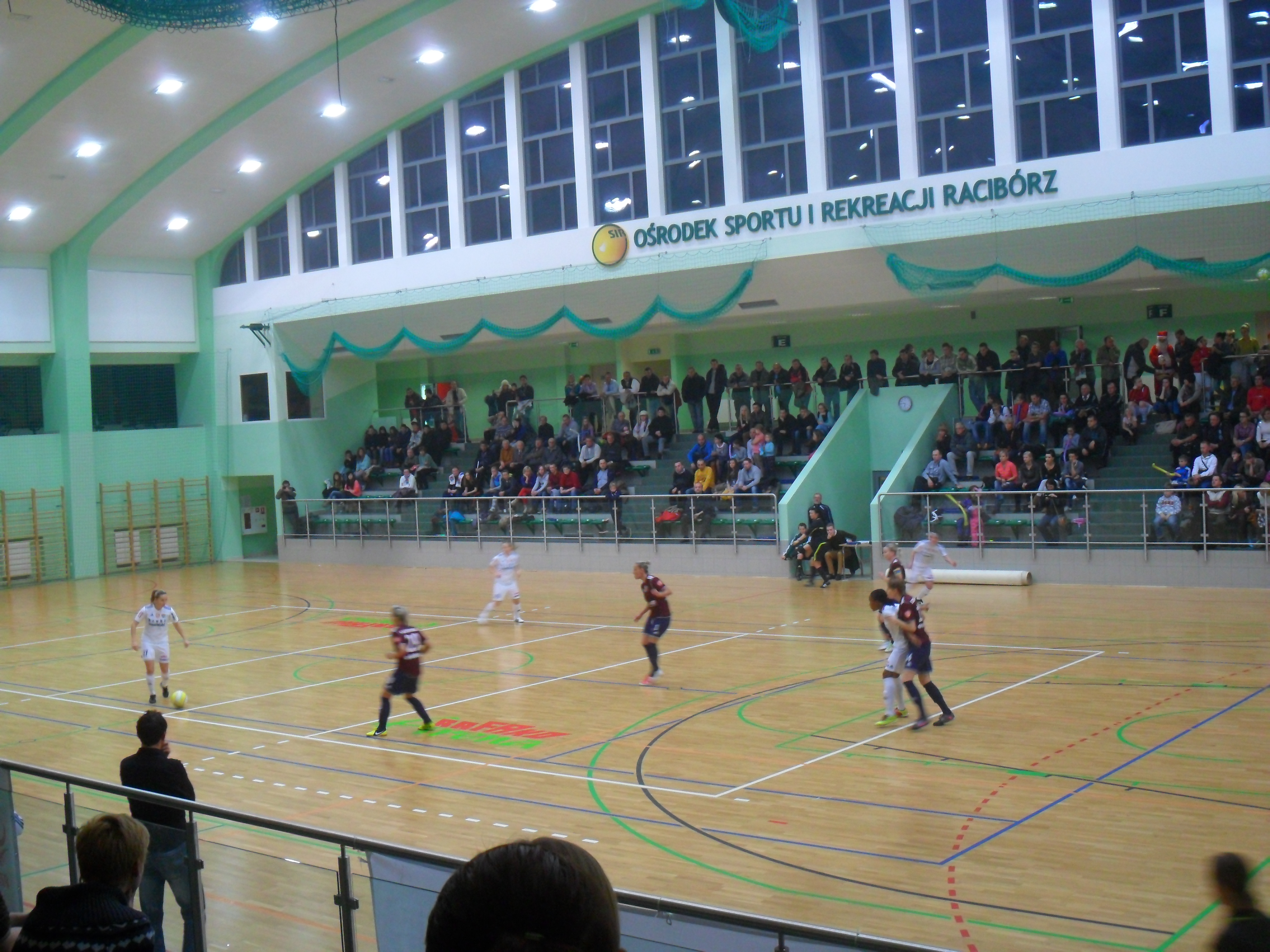
Halowe mistrzostwa Polski 2012

Edycje mistrzostw:
| Rok  | I miejsce                       | II miejsce                      | III miejsce                  | Turniej finałowy                                  |
| ---- | ------------------------------- | ------------------------------- | ---------------------------- | ------------------------------------------------- |
| 1980 | Telpod Kraków                   | Checz Gdynia                    | Walter Radom                 | 6–7 grudnia, Gdynia                               |
| 1981 | Czarni Sosnowiec                | Pafawag Wrocław                 | Checz Gdynia                 | Gdynia, 5-6 grudnia                               |
| 1982 | Pafawag Wrocław                 | Iskra Szczecin                  | Telpod Kraków                |                                                   |
| 1983 | Pafawag Wrocław                 | Czarni Sosnowiec                | Telpod Kraków                | 13-14 marca, Sosnowiec                            |
| 1984 | Telpod Kraków                   | Zagłębianka Dąbrowa Górnicza    | Pafawag Wrocław              | 3-4 marca, Kraków                                 |
| 1985 | Czarni Sosnowiec                |                                 |                              |                                                   |
| 1986 | Czarni Sosnowiec                | TKKF Stilon Gorzów Wielkopolski |                              |                                                   |
| 1987 | TKKF Stilon Gorzów Wielkopolski | Zagłębianka Dąbrowa Górnicza    | Pafawag Wrocław              | 28 lutego – 1 marca, Sosnowiec                    |
| 1988 | Czarni Sosnowiec                | TKKF Stilon Gorzów Wielkopolski |                              |                                                   |
| 1989 | Pafawag Wrocław                 |                                 |                              |                                                   |
| 1990 | TKKF Stilon Gorzów Wielkopolski | Czarni Sosnowiec                | Sparta Złotów                |                                                   |
| 1991 | TKKF Stilon Gorzów Wielkopolski |                                 | Zagłębianka Dąbrowa Górnicza | 2-3 marca, Konin                                  |
| 1992 | TKKF Stilon Gorzów Wielkopolski |                                 |                              |                                                   |
| 1993 | Podgórze Kraków                 | Zagłębianka Dąbrowa Górnicza    |                              |                                                   |
| 1994 | TKKF Stilon Gorzów Wielkopolski |                                 |                              | 12-13 lutego, Hala Stilonu, Gorzów Wielkopolski   |
| 1995 | Czarni Sosnowiec                | TKKF Stilon Gorzów Wielkopolski | Sparta Złotów                |                                                   |
| 1996 | Czarni Sosnowiec                | Medyk Konin                     |                              |                                                   |
| 1997 | Czarni Sosnowiec                | TKKF Stilon Gorzów Wielkopolski |                              |                                                   |
| 1998 | Medyk Konin                     | TKKF Stilon Gorzów Wielkopolski |                              |                                                   |
| 1999 | Medyk Konin                     | Czarni Sosnowiec                | AZS Wrocław                  |                                                   |
| 2000 | Czarni Sosnowiec                | Medyk Konin                     | Zagłębie Dąbrowa Górnicza    |                                                   |
| 2001 | Czarni Sosnowiec                | Medyk Konin                     | AZS Wrocław                  |                                                   |
| 2002 | Czarni Sosnowiec                | AZS Wrocław                     | Medyk Konin                  | 16–17 lutego, Hala sportowa, Karczew              |
| 2003 | AZS Wrocław                     | Czarni Sosnowiec                | Medyk Konin                  | Hala Sportowa AWF Wrocław, J. Paderewskiego 35    |
| 2004 | Czarni Sosnowiec                | Atena Poznań                    | Medyk Konin                  | 10–11 stycznia, Hala Stilonu, Gorzów Wielkopolski |
| 2005 | Czarni Sosnowiec                | LKS Sparta Lubliniec            | Medyk Konin                  | 10–11 grudnia, Hala OSiR-u, Racibórz              |
| 2006 | ISD Huta UKS Gol Częstochowa    | Medyk Konin                     | RTP Unia Racibórz            | 9 grudnia, Hala Rondo, Konin                      |
| 2007 | ISD Huta UKS Gol Częstochowa    | Medyk Konin                     | AZS PSW Biała Podlaska       | 15 grudnia, Hala Jednostki Wojskowej, Sieradz     |
| 2008 | RTP Unia Racibórz               | Medyk Konin                     | Gol Częstochowa              | 13 grudnia, Hala Rondo, Konin                     |
| 2009 | RTP Unia Racibórz               | Medyk Konin                     | AZS PSW Biała Podlaska       | 13 grudnia, Hala sportowa, Rudnik                 |
| 2010 | Medyk Konin                     | RTP Unia Racibórz               | 1. FC AZS AWF Katowice       | 11 grudnia, Hala Rondo, Konin                     |
| 2011 | RTP Unia Racibórz               | Pogoń Women Szczecin            | Rolnik Głogówek              | 11 grudnia, Hala przy ul. Żeromskiego, Sosnowiec  |
| 2012 | RTP Unia Racibórz               | Gol Częstochowa                 | Pogoń Women Szczecin         | 9 grudnia, Rafako Arena, Racibórz                 |

Statystyka
- 12 tytułów – Czarni Sosnowiec
- 5 – TKKF Stilon Gorzów Wielkopolski
- 4 – RTP Unia Racibórz
- 3 – Medyk Konin
- 3 – Pafawag Wrocław
- 2 – Telpod Kraków
- 2 – ISD Huta UKS Gol Częstochowa
- 1 – AZS Wrocław
- 1 – Podgórze Kraków